# Beulwitz (Adelsgeschlecht)

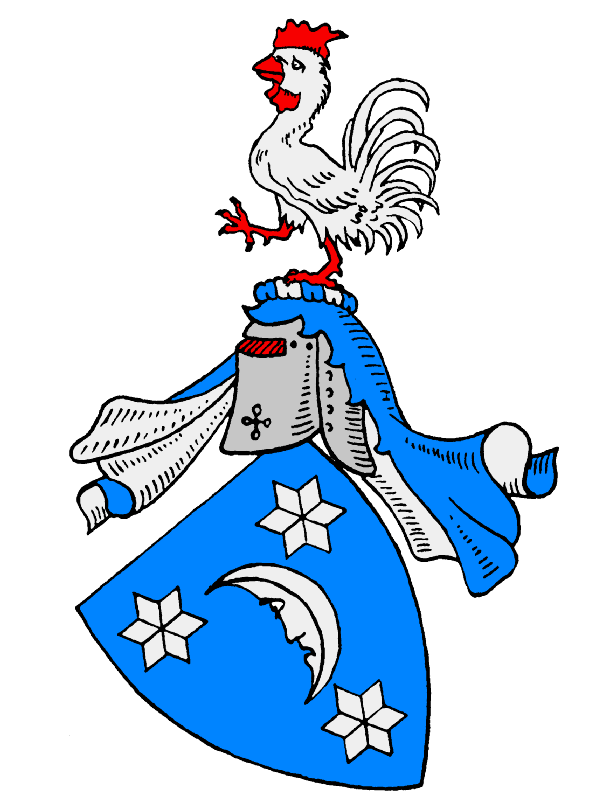
Wappen derer von Beulwitz

Beulwitz ist der Name eines alten thüringischen Adelsgeschlechts. Die Herren von Beulwitz gehören zum osterländischen Uradel. Zweige der Familie bestehen noch.

## Geschichte

### Herkunft
Erstmals urkundlich erwähnt wurde das Geschlecht im Jahre 1137 mit „Erwin de Bulewicz“. Die Stammreihe beginnt mit dem Ritter Hartmund, der zwischen 1265 und 1310 in Urkunden genannt wurde.
Beulwitz, das gleichnamige Stammhaus der Familie, ist heute ein Ortsteil der Stadt Saalfeld in Thüringen. Frühere Schreibweisen des Familiennamens waren „Bulewitz“, „Bulwitz“, „Belwitz“, „Bielwitz“, „Beulwitz“ und „Beilwitz“, noch im 19. Jahrhundert auch „Beulwiz“. In älterer Literatur wird eine sorbische Herkunft vermutet.

### Ausbreitung und Besitzungen
Der Stammvater Hartmund Beulwitz, der ab 1265 urkundlich erscheint, war gräflich-schwarzburgischer Rat und Schlosshauptmann zu Blankenburg. Von seinen vier Söhnen konnte nur Dietrich den Stamm fortsetzen. Dessen Sohn Heinrich (I.), der ab 1333 in Urkunden genannt wurde, war der Vater von drei Söhnen, von denen Georg der Begründer der schwarzburgischen und Heinrich (II.) der vogtländischen Linie wurden. Die von der Familie erworbenen Lehnschaften blieben zunächst in der Gemeinschaft beider Linien.
Schon früh, ab 1540, waren die Herren von Beulwitz Mitglieder der Reichsritterschaft im Ritterkanton Gebürg des Fränkischen Ritterkreises und gehörten auch zur Vogtländischen Ritterschaft.
Später konnten Angehörige bedeutenden Grundbesitz in den reußischen Fürstentümern, im sächsischen Vogtland, in Sachsen-Weimar, in Sachsen-Meiningen und in Bayern erwerben. In neuerer Zeit war die Familie in Braunschweig-Lüneburg und in der Prignitz begütert. In der ersten Hälfte des 18. Jahrhunderts gelangte eine Linie auch im Königreich Dänemark zu Besitz und Ansehen. Im Königreich Sachsen waren die Güter Erlbach im Vogtland, Eubabrunn und Schwand (heute Ortsteil von Weischlitz) in Familienbesitz. Nach Hannover gelangte ein Zweig 1760 mit dem Oberappellationsrat Ludwig Friedrich von Beulwitz (1726–1796). Er war zunächst fürstlich-waldeckscher Regierungsrat und starb 1796 als braunschweig-lüneburger Geheimrat. Wegen des Besitzes des Gutes Wieckenberg gehörte die Familie zum ritterschaftlichen Adel der Lüneburgischen Landschaft.
Bedeutende Angehörige aus neuerer Zeit waren unter anderem der herzoglich württembergische Kammerherr Albrecht Anton von Beulwitz. Sein Enkel Carl Christian Franz Freiherr von Beulwitz (* 1786) wurde bayerischer Kämmerer und Mitglied des Königlich Bayerischen Grenz-, Maut- und Hallamtes zu Nördlingen. Karl August von Beulwitz starb 1799 als preußischer Generalmajor. Heinrich Emil Friedrich August von Beulwitz war Generaladjutant des Großherzogs von Sachsen-Weimar-Eisenach, Generalmajor und Wirklicher Geheimer Rat. Nach Galizien kam die Familie 1802 mit Friedrich Wilhelm Freiherr von Beulwitz. Er starb 1821 als kaiserlich-königlicher Kanzlist bei der Tabaksadministration. Sein Sohn Freiherr Wenzel von Beulwitz (* 1810) wurde kaiserlich-königlicher Oberamtskontrolleur beim Hauptzoll- und Gefälleamt in Lemberg.
Am 15. Oktober 1911 wurde ein Geschlechterverband mit einer Familienstiftung gegründet, der in den ungeraden Jahren Familientage abhält.

### Standeserhebungen
Carl Christian Franz Freiherr von Beulwitz, bayerischer Kämmerer, wurde am 31. März 1818 bei der Freiherrenklasse der Adelsmatrikel im Königreich Bayern eingetragen. Bei der Adelsklasse der bayerischen Adelsmatrikel wurden am 15. Dezember 1830 Otto Heinrich, Emma Henriette, Hilmar Camillo und Otto Friedrich, Kinder des königlich sächsischen Majors außer Dienst Philipp August Heinrich von Beulwitz, immatrikuliert. Am 14. September 1854 erfolgte dann für die Brüder Hilmar Camillo, bayerischer Unterleutnant im 1. Kürassier-Regiment, und Otto Heinrich Woldemar Freiherr von Beulwitz, bayerischer Postoffizial in Hof, die Eintragung bei der Freiherrenklasse der bayerischen Adelsmatrikel.
Franz Freiherr von Beulwitz, württembergischer Generalmajor, erhielt am 4. Februar 1884 mit Allerhöchsten Erlass (bzw. am 12. Februar 1884 zu Stuttgart durch Ministerialschreiben) eine württembergische Anerkennung des Freiherrenstandes. Sein Sohn Leo Freiherr von Beulwitz, k.u.k. Kämmerer und Minister-Vizesekretär, erhielt durch Ministerial-Erlass am 20. Oktober 1884 zu Wien eine österreichische Prävalierung des Freiherrenstandes als eines ausländischen.
Ludwig von Beulwitz, königlich sächsischer Oberst zur Disposition, wurde am 7. Dezember 1905 unter der Nummer 233 und Emma von Beulwitz, geborene Zimmermann, am 3. Oktober 1912 unter der Nummer 419 in das königlich-sächsische Adelsbuch eingetragen.

### Briefadelige Familie

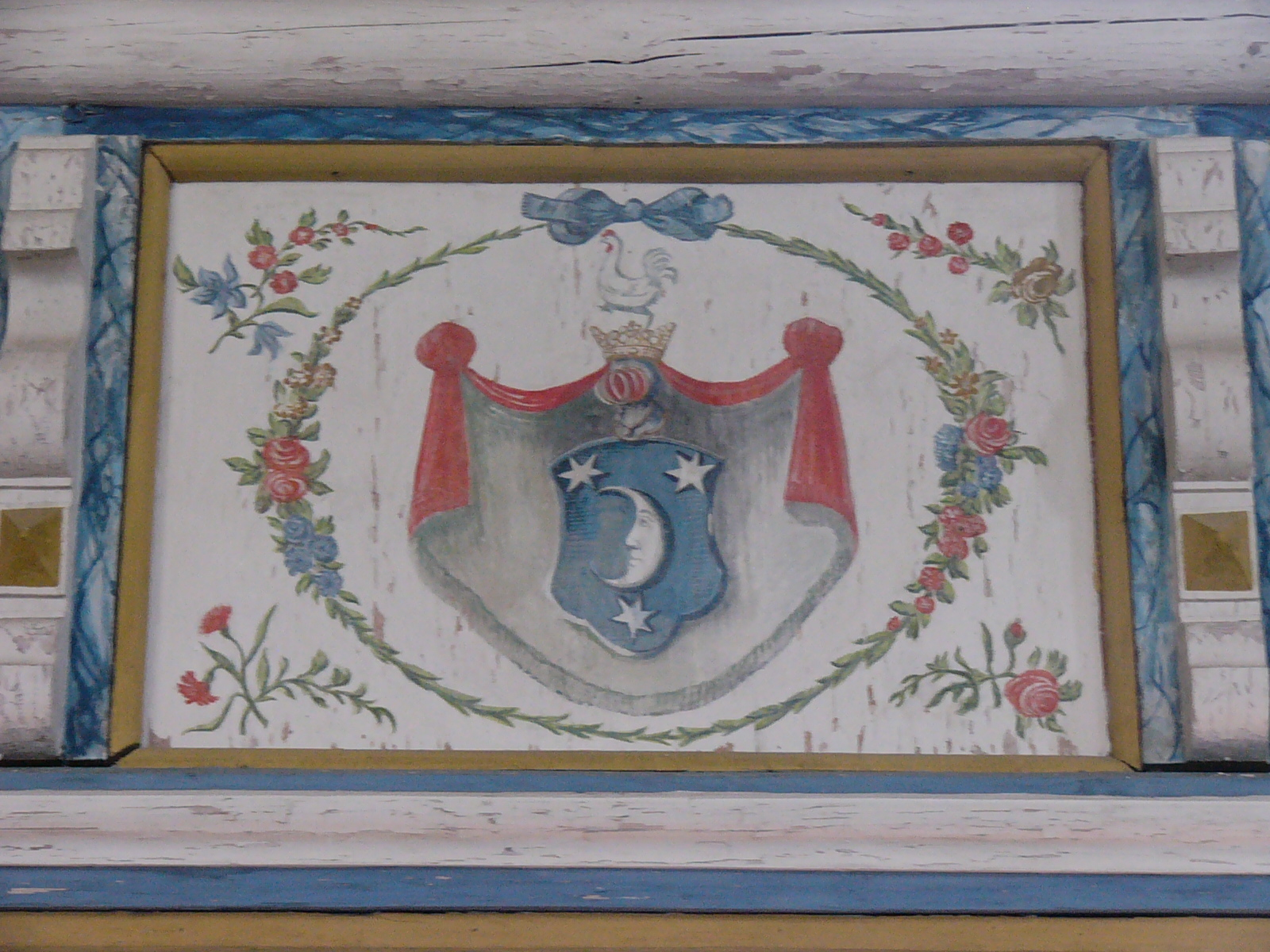
Wappendarstellung in der Pfarrkirche Töpen

Das Genealogische Handbuch des Adels nennt noch ein weiteres Geschlecht gleichen Namens. Ernst Beulwitz, bayerischer Generalmajor a. D., erhielt am 9. Februar 1901 den bayerischen Adelsstand. Eine Eintragung in die Adelsmatrikel im Königreich Bayern erfolgte am 16. Februar 1901. Das dabei verliehene Wappen ist geteilt, oben in Blau ein zunehmender gesichteter silberner Halbmond begleitet von zwei silbernen Sternen, unten in Silber ein blauer Stern.

## Wappen
Das Stammwappen zeigt in Blau einen gesichteten silbernen Halbmond begleitet von drei (2, 1) silbernen Sternen. Auf dem Helm mit blau-silbernen Helmdecken ein rotbewehrter silberner Hahn.

## Bekannte Familienmitglieder
- Alexander von Beulwitz (1783–1854), Unternehmer und königlich-preußischer Oberforstmeister
- Anton Friedrich von Beulwitz (Jurist, 1692) (1692–1773), deutscher Rechtsgelehrter, Schwarzburg-Rudolstädter Geheimrat, Kanzler und Konsistorialpräsident
- Anton Friedrich von Beulwitz (Jurist, 1770) (1770–1840), hannoverscher Jurist, Präsident des Oberappellationsgerichts zu Celle
- August Ludwig Karl von Beulwitz (1796–1835), Geheimrat in Schwarzburg-Rudolstadt
- Christoph von Beulwitz, brandenburg-kulmbacher Rat
- Christoph Carl von Beulwitz (1827–1909), Unternehmer und Politiker
- Christoph Ernst von Beulwitz (1695–1757), Schwarzburg-Rudolstädter Geheimrat und Kanzler in dänischen Diensten
- Heinrich Emil Friedrich August von Beulwitz (1785–1871), sachsen-weimarischer Geheimrat, Kammerherr, Generalmajor und großherzoglicher Generaladjutant
- Emy Gordon, geb. von Beulwitz (1841–1909), Autorin, Übersetzerin und Funktionärin der katholischen Frauenbewegung
- Franz Johann Karl Christian von Beulwitz (1775–1817), württembergischer Generalmajor, Oberhofmeister der königlichen Enkelkinder
- Friedrich Wilhelm Ludwig von Beulwitz (1755–1829), Schwarzburg-Rudolstädter Geheimer Legationsrat und Kanzler
- Karl August von Beulwitz (1736–1799), preußischer Generalmajor
- Ludwig Friedrich von Beulwitz (1726–1796), Jurist
- Veit Ulrich von Beulwitz (1899–1934), Politiker (NSDAP)

### Monographien
- Horst Fleischer: Friedrich von Beulwitz – Schillers Rudolstädter Schwager, Hrsg. Stadt Rudolstadt, Selbstverlag, Rudolstadt 2014. ISBN 978-3-910013-88-9.
- Christine Theml: „Größe zu lieben war meine Seligkeit“, Biographische Skizzen zu Caroline von Beulwitz-Wolzogen, 1. Auflage, Jenzig-Verlag Köhler, Jena 1996. ISBN 3-910141-19-6. 2. Auflage Jena 2003. ISBN 3-910141-53-6.